# IMac Pro
 El iMac Pro fue una computadora personal y estación de trabajo todo en uno diseñada, fabricada y vendida por Apple Inc. Fue lanzado el 14 de diciembre de 2017. Es una de las cuatro computadoras de escritorio en la línea actual de Macintosh, que se encuentra por encima de la gama de consumidores Mac Mini e iMac, y sirve como una alternativa todo en uno para Mac Pro.
El 5 de marzo de 2021, se anunció su descontinuación, dejando en venta el stock ya existente.

## Visión general
El iMac Pro se presentó en WWDC el 5 de junio de 2017 y se lanzó en diciembre de 2017. Apple lo calificó como "la Mac más poderosa jamás creada". Su precio inicial es de US$4.999. Incluye un procesador Intel Xeon de 8, 10, 14, o 18 núcleos,  pantalla de 5K, tarjeta gráfica AMD Vega, memoria ECC, y 10 Gigabit Ethernet. Incluye un chip Apple T2 personalizado para almacenar claves cifradas y una versión personalizada de macOS que permite al usuario bloquear el proceso de arranque. El 19 de marzo de 2019, se agregaron opciones para 256 GB de memoria y una GPU Vega 64X. 

### Diseño
El chasis del iMac Pro se basa en el iMac de 27 pulgadas introducido en 2012, pero solo está disponible en un acabado más oscuro "gris espacial". A diferencia de los accesorios blancos que vienen con el iMac, el iMac Pro viene con un Magic Keyboard negro con un teclado numérico y un Magic Mouse o Magic Trackpad negro. 

### Reparabilidad
El procesador, la memoria y el almacenamiento no están soldados y se pueden quitar. A diferencia del iMac de 27 pulgadas, el iMac Pro no tiene un puerto de acceso a memoria, aunque las tiendas Apple y los proveedores de servicios autorizados pueden actualizar la memoria. El reemplazo de la memoria por parte del usuario es posible ya que no está soldado, aunque requiere desmontar la pantalla, anulando la garantía.
El soporte del iMac Pro es reemplazable por el usuario con un kit de montaje VESA vendido por Apple. El soporte usa tornillos de zinc que pueden ser propensos a romperse. Aunque el adaptador VESA tiene la marca de un producto de Apple, en realidad es un producto OEM con licencia y Apple no brinda soporte para él.

### Especificaciones
|  | Actual |

| Componente                     | Intel Xeon 8, 10, 14 o 18 núcleos |      |
| Modelo                         | 2017 | 2017 |
| ------------------------------ | --- | ---- |
| Fecha de lanzamiento           | 14 de diciembre de 2017 |      |
| Modelo de comercialización No. | MQ2Y2LL / A (configuración base) |      |
| Número de modelo               | A1862 |      |
| Identificador de modelo        | iMacPro1,1 |      |
| Emc No.                        | 3144 |      |
| Monitor                        | 27″, 5120×2880, frecuencia de actualización de 60 Hertz |      |
| Monitor                        | Pantalla panorámica 16:9 cubierta de vidrio brillante, retroiluminación LED y tecnología IPS con gama de colores P3 Brillo de 500 nits 1.07 mil millones de colores |      |
| Procesador                     | Procesador Intel Xeon de 8 núcleos (W-2140B), 10 núcleos (W-2150B), 14 núcleos (W-2170B) o 18 núcleos (W-2191B), hasta 4,3 GHz Turbo Boost en el zócalo LGA2066     |      |
| Sistema de bus                 | Varía entre modelos. |      |
| Memoria                        | 32 GB (configurable a 64 GB, 128 GB o 256 GB) DDR4 ECC SDRAM a 2666 MHz                                                                                             |      |
| Gráficos                       | AMD Radeon Pro Vega 56, Vega 64 o Vega 64X, hasta 16 GB de memoria de video HBM2                                                                                    |      |
| Almacenamiento                 | SSD NVMe basada en PCIe de 1 TB, configurable a 2 TB o 4 TB |      |
| Chip de seguridad              | Apple T2 |      |
| Conectividad                   | Wi-Fi 5 interno (802.11a / b / g / n / ac) Ethernet de 10 Gigabits Bluetooth 5.0                                                                                    |      |
| Cámara                         | Cámara FaceTime HD (1080p, 2 MP) |      |
| Periféricos                    | 4 × USB 3.0 |      |
| Periféricos                    | 4 × Thunderbolt 3 ( USB -C 3.1 gen 2) Admite dos pantallas 5120 × 2880 o cuatro pantallas 4096×2304                                                                 |      |
| Periféricos                    | Ranura para tarjeta SDXC con soporte para UHS-II |      |
| Audio                          | Salida de auriculares/audio digital Altavoces estéreo incorporados                                                                                                  |      |
| Peso                           | 9,75 kg |      |